# Từ Lập Đức
Từ Lập Đức (tiếng Trung: 徐立德; bính âm: Xú Lìdé; sinh ngày 6 tháng 8 năm 1931) là chính trị gia người Đài Loan. Ông là Phó Viện trưởng Hành chính viện từ năm 1993 đến năm 1997.